# Ель-Джіза
Ель-Джіза (англ. Al-Jiza, араб. الجيزة) — містечко в Сирії, адміністративний центр друзької спільноти в нохії Ель-Джіза, яка входить до складу мінтаки Дар'а в південній сирійській мухафазі Дар'а.